# Альмгрен, Эрик
Ка́рл Э́рик Альгот Альмгрен (швед. Karl Erik Algot Almgren; 28 января 1908, Стокгольм — 23 августа 1989, там же) — шведский футболист и футбольный тренер, играл на позиции полузащитника. Участник чемпионата мира 1938 года.

## Биография

### Клубная карьера
Начинал профессиональную карьеру в «Эссинге». В 1934 году перешёл в стокгольмский АИК. Дебютировал в лиге Аллсвенскан 29 июля 1934 года в матче с «Ландскруной» — АИК выиграл со счётом 4:0. В 1937 году в составе АИКа выиграл чемпионский титул. В течение десяти сезонов Альмгрен играл за АИК, став одним из лидеров команды. Всего за АИК сыграл в лиге Аллсвенскан 197 матчей и забил 4 гола.

### Карьера в сборной
В составе сборную Швеции принимал участие на олимпийском футбольном турнире 1936 года, но на поле не выходил.
Дебютировал за сборную Швеции 20 июня 1937 года в матче со сборной Эстонии в рамках квалификации на чемпионат мира 1938 года — Швеция одержала победу со счётом 7:2.
Альмгрен принимал участие на чемпионате мира 1938 года, где был основным полузащитником и сыграл в трёх матчах. Он играл в 1/4 финальном матче со сборной Кубы (8:0) и в 1/2 финальном матче со сборной Венгрии, который сборная Швеции проиграла 1:5. 19 июня Эрикссон играл в матче за бронзу, в котором сборная Швеции играла против сборной Бразилии — Швеция проиграла 2:4 и по итогам турнира заняла четвёртое место. Всего за сборную Швеции сыграл 13 матчей.

### Тренерская карьера
С 1943 по 1944 год Альмгрен в качестве главного тренера возглавлял АИК. Помимо этого, в этом клубе он работал членом правления клуба. В 1945 году работал в Финляндии с клубом ХИФК, в 1948 году возглавил на родине «Отвидаберг».

### Смерть
Скончался 23 августа 1989 года в Стокгольме в возрасте 81 года.

## Достижения
АИК
- Чемпион Швеции (1): 1936/37